# ويليام الكسندر بيرد
ويليام الكسندر بيرد هو محامي وسياسي كندي، ولد في 10 سبتمبر 1867 في كندا، وتوفي في 30 مايو 1940 في تورونتو في كندا. حزبياً، نشط في حزب أونتاريو المحافظ التقدمي. وقد انتخب عضو برلمان مقاطعة أونتاريو.